# 藤岡寛生
藤岡 寛生（ふじおか ひろき、1966年10月18日 - ）は、兵庫県神戸市北区出身の元プロ野球選手（内野手）。右投右打。

## 来歴・人物
三田学園高から、1984年のプロ野球ドラフト会議で読売ジャイアンツから2位指名を受け入団。
ドラフト前に「巨人以外に指名されたら、（実家の寺を継いで）坊さんになる」と宣言し、各球団のスカウトを敵に回し、「お前みたいな奴は巨人に入れ。ウチの投手はみんなお前の頭を狙うよ」と啖呵を切られたが、巨人入団を果たしている。
1987年は、二軍で.316、11本塁打、52打点を記録してイースタン・リーグ打点王を獲得。　
プロ6年目の1990年に一軍デビューを果たす。
1992年12月、戦力外を経て日本ハムファイターズにテスト入団で移籍。
1993年は主に控えとして活躍した。
1994年はイースタン・リーグでの西武ライオンズ戦で守備中に走者と激突して骨折、視力低下と怪我を負った。
1995年限りで現役を引退。
引退後は電設会社に勤務。順調に仕事をこなしていたが、生家は江戸時代創建の寺院・照願寺であり、34歳の時に父親が倒れたのを機に実家の寺を継ぐことを決意する。
2002年に僧侶資格を取得し、2016年10月より照願寺の住職となった。

## 詳細情報

### 年度別打撃成績
| 年 度     | 球 団     | 試 合 | 打 席 | 打 数 | 得 点 | 安 打 | 二 塁 打 | 三 塁 打 | 本 塁 打 | 塁 打 | 打 点 | 盗 塁 | 盗 塁 死 | 犠 打 | 犠 飛 | 四 球 | 敬 遠 | 死 球 | 三 振 | 併 殺 打 | 打 率 | 出 塁 率 | 長 打 率 | O P S |
| --------- | --------- | ----- | ----- | ----- | ----- | ----- | -------- | -------- | -------- | ----- | ----- | ----- | -------- | ----- | ----- | ----- | ----- | ----- | ----- | -------- | ----- | -------- | -------- | ----- |
| 1990      | 巨人      | 4     | 5     | 5     | 1     | 1     | 0        | 0        | 0        | 1     | 0     | 0     | 0        | 0     | 0     | 0     | 0     | 0     | 2     | 0        | .200  | .200     | .200     | .400  |
| 1993      | 日本ハム  | 25    | 14    | 14    | 2     | 1     | 0        | 0        | 0        | 1     | 0     | 0     | 0        | 0     | 0     | 0     | 0     | 0     | 5     | 0        | .071  | .071     | .071     | .142  |
| 1994      | 日本ハム  | 9     | 3     | 2     | 0     | 0     | 0        | 0        | 0        | 0     | 1     | 0     | 0        | 0     | 1     | 0     | 0     | 0     | 0     | 0        | .000  | .000     | .000     | .000  |
| 通算：3年 | 通算：3年 | 38    | 22    | 21    | 3     | 2     | 0        | 0        | 0        | 2     | 1     | 0     | 0        | 0     | 1     | 0     | 0     | 0     | 7     | 0        | .095  | .091     | .095     | .186  |

### 記録
- 初出場：1990年4月22日、対阪神タイガース6回戦（東京ドーム）、8回裏に岡崎郁の代打として出場
- 初打席：同上、8回裏に仲田幸司の前に三振
- 初安打：1990年4月29日、対ヤクルトスワローズ4回戦（明治神宮野球場）、7回表に矢野和哉から単打
- 初先発出場：1993年6月2日、対近鉄バファローズ9回戦（東京ドーム）、9番・三塁手
- 初打点：1994年6月3日、対千葉ロッテマリーンズ9回戦（千葉マリンスタジアム）、7回表に園川一美から中犠飛

### 背番号
- 36 （1985年 - 1992年）
- 53 （1993年 - 1995年）